# Белоярка 1-я
Белоярка 1-я — село в Далматовском районе Курганской области. Административный центр Белоярского сельсовета.

## История
До 1917 года центр Белоярской волости Шадринского уезда Пермской губернии. По данным на 1926 год село Белоярское состояло из 396 хозяйств. В административном отношении являлось центром Белоярского сельсовета и Белоярского района Шадринского округа Уральской области.

## Население
| 1989 | 2002 | 2010 |
| ---- | ---- | ---- |
| 358  | ↘349 | ↘309 |

По данным переписи 1926 года в селе проживало 1754 человека (819 мужчин и 935 женщин), в том числе: русские составляли 100 % населения.